# Akpınar
Akpınar az azonos nevű körzet központja, mely Kırşehir tartományban, Törökországban található. A 2008-as népszámláláskor a körzet lakossága 10 222 fő volt, ebből 3340 élt a településen.